# Kudalakuppe, Shrirangapattana
Kudalakuppe là một làng thuộc tehsil Shrirangapattana, huyện Mandya, bang Karnataka, Ấn Độ.